# Sea Launch
Sea Launch byla firma provozující mezinárodní mořský kosmodrom umístěný na bývalé mobilní vrtné plošině Odyssey, která byla doprovázena montážní a velitelskou lodi Sea Launch Commander. Starty probíhaly v mezinárodních vodách Tichém oceánu poblíž rovníku za použití k těmto účelům speciálně vyvinuté rakety Zenit-3SL. V letech 1999 až 2014 proběhlo 36 startů pro komerční zákazníky, z toho bylo 32 startů plně úspěšných. 
Firmu založily firmy Boeing z USA, RKK Energija z Ruska, norská loďařská společnost Kvaerner a ukrajinský výrobce raket Zenit firma Južnoje a Južmaš. V roce 2014 společnost lodě zakonzervovala a dlouhodobě přerušila provoz, hlavně v návaznosti na začátek Rusko-ukrajinské války, když raketa Zenit byla vyráběna na Ukrajině. V roce 2016 firmu koupila ruská společnost S7 Space. Lodě byly v roce 2020 přesunuty do přístavu Slavjanka jižně od Vladivostoku, zůstaly však zakonzervované.

## Historie

### Vznik
V roce 1995 byla založena mezinárodní společnost Sea Launch Company (SLC), která se rozhodla postavit pokračovatele starší obdobné základny San Marco Equatorial Range u Afriky. Společnost založily firmy Boeing z USA, RKK Energija z Ruska, norská loďařská společnost Kvaerner (nyní Aker Solutions) a ukrajinský výrobce raket Zenit firma Južnoje a Južmaš. V březnu 1998 byla dokončena výstavba základny v přístavu v Long Beach USA, stejně jako stavba mobilní spouštěcí platformy Odyssey a montážní a velitelské lodi Sea Launch Commander. Z této platformy pak v Tichém oceánu poblíž rovníku startují rakety Zenit. S ohledem na umístění kosmodromu u rovníku je startovací hmotnost vynášených těles o třetinu větší, než je možné vypouštět ze stávajících pozemních kosmodromů.

### Nový vlastník skupina S7

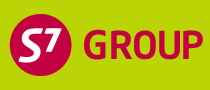

V roce 2016 se stal novým vlastníkem Sea Launch společnost S7 Group, vlastnící také ruské aerolinky S7 Airlines. Skupina S7 odkoupila plošinu Odyssey včetně lodi Sea Launch Commander a pozemního vybavení od dosavadního vlastníka společnosti RKK Eněrgija. K podpisu kupní smlouvy došlo 27. září na Mezinárodním astronautickém kongresu v Mexiku s generálním ředitelem skupiny S7 Vladislavem Filevem. Inženýři z Eněrgije budou s partnery ze skupiny S7 spolupracovat na obnovení infrastruktury do provozního stavu a poskytnou potřebnou pomoc při oživování všech systémů.
Nově vzniklá dceřiná společnost S7 Space má za cíl obnovení kosmických startů z mořského kosmodromu do konce roku 2019 poté co byla po poslední misi v roce 2014 plošina i loď zakonzervována. Největší překážkou jsou však nedostupné rakety Zenit vinou napjatých vztahů mezi Ruskem a Ukrajinou. Nový majitel Sea Launch nicméně věřil, že se podaří obnovit jejich výroba.

### Přesun kosmodromu do Ruska
Ke konci roku 2019 získala společnost S7 Space veškerá povolení, včetně povolení amerického ministerstva zahraničí potřebného k přemístění plovoucího kosmodromu Sea Launch z domovského přístavu v Long Beach do Ruska. Platforma Odyssey spolu se servisní lodi Sea Launch Commander bude nově kotvit na Dálném východě v přístavu Slavjanka jižně od Vladivostoku.
Velitelská loď SL Commander dorazila do ruského přístavu Slavjanka 17. března 2020 a poté 30. března připlula hongkongská nákladní loď Xin Guang Hua s naloženou plošinou Odyssey.

## Vlastnictví
| Společnost                | Země původu | 1995–2010 | 2010–2016 | 2016– |
| ------------------------- | ----------- | --------- | --------- | ----- |
| Boeing                    | USA         | 40 %      | 3 %       | 0 %   |
| RKK Energija              | Rusko       | 25 %      | 95 %      | 0 %   |
| Kvaerner (Aker Solutions) | Norsko      | 20 %      | 2 %       | 0 %   |
| Pivdenne a Pivdenmaš      | Ukrajina    | 15 %      | 0 %       | 0 %   |
| S7 Space                  | Rusko       | 0 %       | 0 %       | 100 % |

## Konstrukce

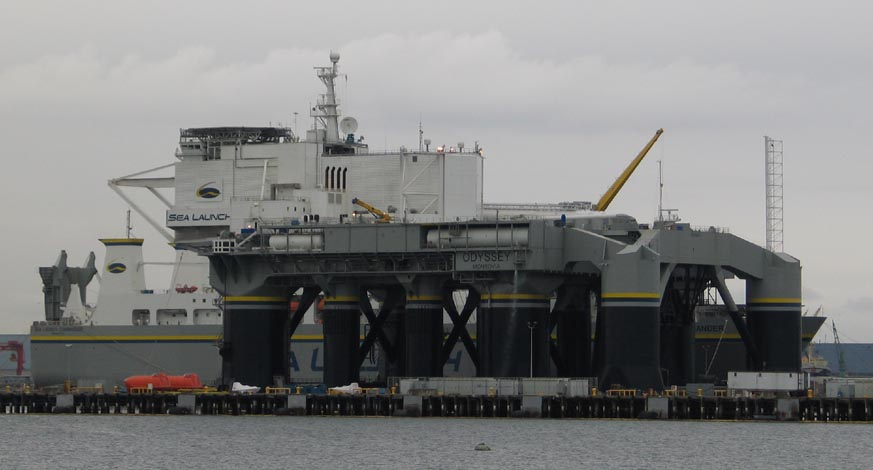
Plošina Ocean Odyssey

Základna vznikla přestavbou vyhořelé platformy používané pro těžbu ropy Severním moři. Celá má rozměr 160x66 metrů. Poblíž je ukotvena loď s řídícím střediskem, kde je ubytováno 240 lidí – personálu základny.
Vlastní plošina Odyssey má samostatný pohon a možnost zvýšit ponor až na 21 metrů. Spočívá na 10 pilířích upevněných k plovákům s palivem. Má svůj speciální přepravník raket, vlastní vypouštěcí stůl ruské výroby, ubytovací prostory pro 66 osob, které ovšem v době startu na plošině nejsou. Přesunou se na doprovodné lodi Sea Launch Commander asi 5 km daleko a vlastní odpálení je prováděno dálkově.

## Využití

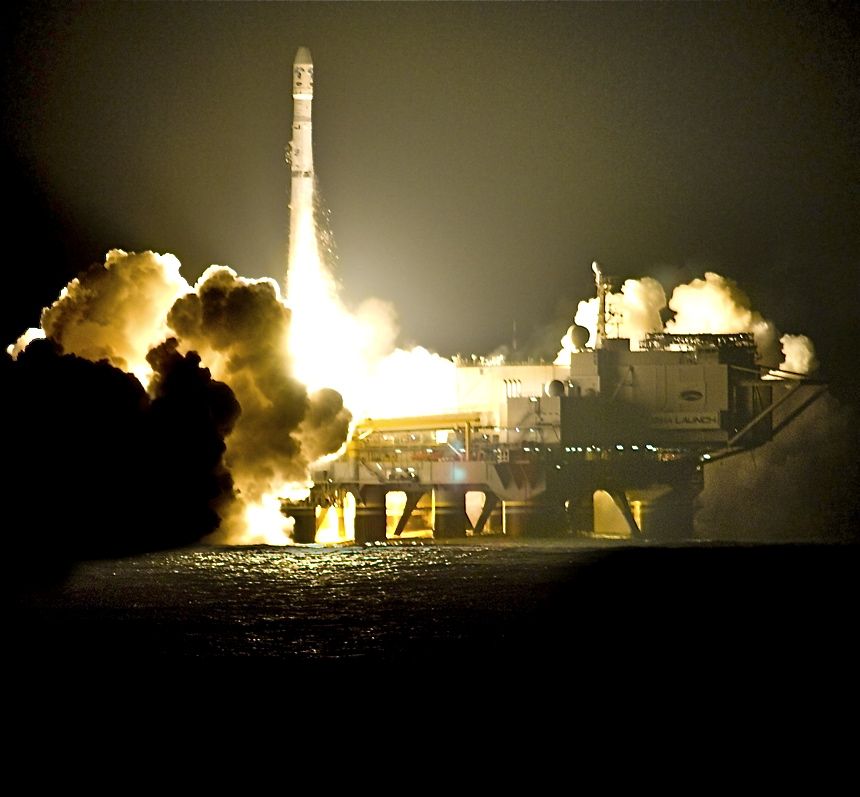
Zenit-3SL startuje z mořské plošiny

První raketa typu Zenit odtud startovala 28. března 1999 a vynesla na nízkou oběžnou dráhu testovací náklad DemoSat. Poté kapacitu základny využívala a chce využívat hlavně telekomunikační firma Hughes. Je uvažováno s asi 10 starty za rok. Do konce roku 2007 odtud startovalo 23 těchto raket, z toho dva starty nebyly úspěšné.

## Havárie a návrat
Dne 30. ledna 2007 vybuchla při startu na startovací plošině 60 metrů vysoká raketa o hmotnosti 400 tun. Při výbuchu byla zničena i družice NSS-8, která měla být vynesena na oběžnou dráhu Země. Posádka plošiny byla v době startu 5 km daleko na doprovodné lodi a tedy ke zraněním nedošlo. Plošina byla zčásti poničena a proto byla odeslána do opravy, která měla být hotová v roce 2012.
Rozsah škod však nebyl tak velký, opravy proto trvaly jen necelý rok. Už 15. ledna 2008 znovu odstartovala ze Sea Launch družice Thuraya3 na geostacionární dráhu, 19. března následovala televizní družice DirectTV-11.